# Клан Фут
Клан Фут (англ. Foot Clan) — вымышленная преступная организация из медиафраншизы «Черепашки-ниндзя», члены которой противостоят главным героям. Её возглавляет Шреддер, а в случае его отсутствия — Караи. Корни клана Фут растут из Феодальной Японии, а его основной базой является город Нью-Йорк. Члены клана осуществляют различные виды противозаконной деятельности, такие как: наркоторговля, фальшивомонетничество, торговля оружием, убийство, хакерство, кража и терроризм.

## Создание и концепция
Клан Фут был создан сценаристами и художниками Кевином Истменом и Питером Лэрдом в качестве пародии на клан злых ниндзя под названием Рука из Marvel Comics, члены которого противостояли Сорвиголове.

## История

### Mirage Studios
Клан Фут был основан в Феодальной Японии двумя людьми по имени Сато и Оси. В Teenage Mutant Ninja Turtles #47 Черепашки-ниндзя и хранительница времени Ренет перенеслись в предшествующий созданию клана период. Там Рафаэль встретил Сато и Оси и, не зная о том кто они, обучил их ниндзюцу. В то время как Черепашки вернулись в своё время, Сато и Оси решили следовать Пути Ниндзя. Оси заявил: «Мы никогда больше не должны упоминать об этих странных панцирных существах. Со временем, другие присоединятся к нам и мы станем силой с которой будут считаться. И поскольку каждое путешествие начинается с одного шага... мы назовем себя Футы».
Клан Фут — наиболее опасный клан воинов и убийц в Японии. Хамато Йоси и Ороку Наги были его членами вплоть до того момента, когда они не сразились за любовь Тэнг Шэн и Ёси был вынужден убить Наги. Опозоренный Ёси и Тэнг Шэн были вынуждены эмигрировать в Нью-Йорк, в то время как младший брат Наги — Ороку Саки — был принят кланом и начал своё обучение, чтобы стать беспощадным ниндзя. Завершив обучение, Саки отправился в Нью-Йорк, основав нью-йоркский филиал клана. Под его руководством потребовался лишь год, чтобы эта ветвь стала влиятельной и устрашающей группировкой.
Саки жаждал мести за смерть своего брата и, действуя под именем «Шреддер», выследил и убил Ёси и Шэн. Более десяти лет спустя Черепашки-ниндзя бросили Шреддеру вызов и сразились с ним на крыше, чтобы отомстить за Ёси. Шреддер поручил ниндзя клана Фут испытать Черепах, однако те не смогли совладать с мастерством мутантов и потерпели поражение. Затем Шреддер лично сразился с Черепахами и, хотя он был более искусным воином, в конечном итоге погиб, упав с крыши здания с бомбой в руке. В более поздних выпусках Шреддер был воскрешён с целью отмщения Черепахам, а затем снова возрожден в качестве клона из червей, приняв облик акулы, прежде чем погибнуть навсегда.
После смерти Шреддера американский филиал клана распался и ниндзя Фут вступили в конфронтацию с Элитной гвардией Шреддера. Караи, лидер клана Фут в Японии, приехала в Нью-Йорк, чтобы остановить войну внутри клана во время событий City at War. Она заручилась поддержкой Черепах в обмен на обещание, что клан Фут больше не будет мстить за смерть Шреддера. Этот договор продолжил действовать в четвёртом томе.
В четвёртом томе клан Фут был нанят Утромами, посетившими Землю в дипломатических целях, потому что последние вели безоружную политику, в то время как Фут сражались физически и были достаточно хорошо натренированы. В какой-то момент по всему миру клан Фут атаковали таинственные воины-ацтеки. Караи сообщила Леонардо, что нью-йоркская ветвь клана — это всё что от них осталось.
Логотип клана Фут представляет собой рисунок левой ноги. В Tales of the Teenage Mutant Ninja Turtles #3-4 появились Футы-Мистики, обладавшие магическими способностями, будучи в состоянии воскрешать мертвецов.

### Image Comics
В комиксах издательства Image, события которого разворачиваются после событий второго тома Mirage, однако впоследствии игнорируются в четвёртом томе, между японским и нью-йоркским филиалами клана Фут сложились напряжённые отношения. Караи, по всей видимости, была убита. Группа наёмников Антуана Пузорелли вырезала руководство нью-йоркского отделения в их собственной штаб-квартире, в отместку за исчезновение внучки Пузорелли — Шэдоу, которую ранее спас Микеланджело. Чтобы восстановить развернувшуюся резню, Рафаэль надел мантию Шреддера, а затем поклялся восстановить величие клана. Затем он столкнулся с японским отделением Фут и другим претендентом на имя Шреддера — Пимико, якобы дочерью Ороку Саки, интересы которой представляла Элита Фут. Самим кланом руководил Совет Пяти, члены которого не разделяли видения Караи. Рафаэль сражался с Пимико за имя Шреддера и правом управления кланом, однако, несмотря на требования Совета Пяти отказался убить её, одержав победу в бою. В сюжете фигурировала таинственная «Леди Шреддера», но из-за закрытия серии в 1999 году её личность не была установлена. В случае продолжения серии ей должна была оказаться выжившая Караи.

### Archie Comics
Ввиду того, что комиксы Teenage Mutant Ninja Turtles Adventures были основаны на мультсериале 1987, в них был представлен тот же клан Фут. В комиксах были представлены более высокотехнологичные солдаты. Кроме того, Шреддер построил гигантского Фута во время противостояния с Воином-драконом в Нью-Йорке. Робот был уничтожен, когда врезался в статую Свободы.

### IDW Publishing
В комиксах от издательства IDW Publishing клан Фут существовал со времён Феодальной Японии, где он был основан ронином по имени Такэси Тацуо, который был предан своим хозяином. Колдунья Кицунэ помогла Тацуо оправиться от тяжёлых ранений, полученных во время покушения. Тацуо придумал название клана глядя на свою окровавленную ногу, также исцелённую Кицунэ. Люди Тацуо восстали против него, узнав, что тот заключил договор с колдуньей. Тем не менее, Кицунэ прокляла убийцу Тацуо по имени Ороку Мадзи, в результате чего дух лидера клана Фут переродился в сыне Мадзи по имени Ороку Саки. Опороченный воспоминаниями Тацуо Ороку Саки вырос тираном и превратил клан Фут в могущественную организацию, однако, после смерти Саки клан лишился сильного руководителя и стал лишь тенью самого себя.
В двадцать первом веке Караи стремилась вернуть клан к его былому величию. В дальнейшем клан Фуд, находящийся под руководством получившего бессмертие Ороку Саки, ставшего известного как Шреддер, попытался расширить своё влияние в Нью-Йорке. С этой целью ниндзя собирали любые научные достижения, а также искали новых испытуемых для воздействия мутагена. Ко всему прочему, клан Фут заключил союз с внепространственным военачальником генералом Крэнгом, который также хотел создать армию мутантов для достижения своих целей. Нападение ниндзя клана Фут на лабораторию союзника Крэнга, Бакстера Стокмана, привело к созданию Черепашек-ниндзя и их учителя Сплинтера. Последний одолел Шреддера и стал новым главой клана Фут, назначив своих сыновей Леонардо, Донателло и Рафаэля — тюнинами, своими заместителями, тогда как Микеланджело отказался иметь отношение к клану. Тем не менее, несмотря на попытки вернуть клан на путь синоби, Сплинтер повелел казнить одного из его членов за измену, чем оттолкнул Леонардо, Донателло и Рафаэля, которые покинули клан и основали свой собственный — клан Хамато, который возглавил Леонардо.

## Телевидение

### Мультсериал 1987 года
В мультсериале «Черепашки-ниндзя» 1987 года ниндзя клана Фут были заменены на роботов, чтобы главные герои могли уничтожать их из серии в серию, не отнимая чью-то жизнь (это было важно для сохранения детской аудитории, поскольку родителям не нравилось чрезмерное проявление насилия). Фут был древним кланом ниндзя, основанным в Японии в 1583 году. Шреддер, преследуемый Черепахами и Сплинтером вернулся в прошлое, чтобы повлиять на создание клана. В 1583 году предок Шреддера Ороку Санчо возглавлял небольшую группу ниндзя и Шреддер предложил ему помощь в поиске магического артефакта, который даст неограниченную силу и богатство. Тем временем предок Сплинтера Хамато Кодзи отправился на поиски того же артефакта и отыскал его с помощью своего потомка и Черепах. Артефакт освободил дракона, который направился в находящийся поблизости город. Сплинтер и Кодзи попытались остановить его, в то время как Черепашки сражались со Шреддером. Люди Санчо схватили Черепах и собирались убить их, но в этот момент появился Кодзи верхом на драконе, которого он приручил. Увидев это, Санчо в страхе бежал, а Кодзи предложил возглавить отряд Санчо и основать клан Фут, названный так в честь отпечатка лапы дракона, у которого он стоял, когда произносил свою речь. Тем не менее, согласно серии «Взрыв из прошлого» клан Фут был основан благородным воином по имени Сибана-сама.
В 1960-х годах, в Японии, Ороку Саки и Хамато Ёси были членами клана. Однажды Саки обвинил Ёси в попытке покушения на сэнсэя клана, из-за чего Ёси был заклеймён позором и переехал в Нью-Йорк, благодаря чему Саки удалось добиться руководящей должности. Обретя власть, Саки превратил клан Фут в армию преступников. Годы спустя, Саки, действующий под именем Шреддер, переехал в США и заключил союз с инопланетным военачальником Крэнгом. Он заменил людей из клана на роботов.
В какой-то момент Шреддер рассматривал вариант создания более умных механических солдат, способных к обучению и принятию самостоятельных решений. Но эта затея была быстро оставлена, когда первый высокоинтеллектуальный прототип Альфа-1 восстал против самого Шреддера.

### Сериал 1997 года
В сериале «Черепашки-ниндзя: Следующая мутация» 1997 года клан Фут, как и в фильме 1990 года, представляет собой уличную банду, в числе которой состоят подростки. После того, как Венера победила Шреддера, Леонардо открыл глаза членам клана и тот был расформирован. 

### Мультсериал 2003 года

Логотип клана Фут в мультсериале «Черепашки-ниндзя» 2003 года.

В мультсериале «Черепашки-ниндзя» 2003 года клан Фут был основан представителем расы Утромов по имени Ч’Релл, который начал действовать под именем Ороку Саки, легендарного воина из Феодальной Японии, также известного как Шреддер. В качестве символа клана Ч’Релл выбрал перевёрнутую эмблему Трибунала Ниндзя, представляющую собой лапу дракона. В течение многих веков клан Фут стал приобрёл огромное могущество, завоевав Японию под руководством Шреддера и передав власть Сёгунату Токугава. После того, как заклятые враги Ч’Релла Утромы перебрались в Нью-Йорк, тот основал американский филиал клана и отправился на их поиски. Помимо рядовых воинов-ниндзя в его распоряжении были: Элитные Ниндзя, представляющие собой лучших воинов Шреддера и его персональные телохранителей, Ниндзя Мистики, — таинственные существа, обладающие магическими способностями, Техно Футы, обладавшие технологией невидимости, Механические Футы, разработанные на основе экзоскелетов Утромов, а также многочисленные учёные. Ко всему прочему, Шреддер контролировал улицы города с помощью банды уличных головорезов под названием Пурпурные драконы. После поражения Шреддера клан возглавила Караи, которая отошла от дел после того, как разрешила свои разногласия с Черепашками-ниндзя. В 7 сезоне кланом управлял мастер Кан, однако затем, в полнометражном фильме «Черепашки навсегда» 2009 года, члены клана вновь перешли в подчинение Караи.

### Мультсериал 2012 года
По версии мультсериала «Черепашки-ниндзя» 2012 года клан был основан в Японии мастером боевых искусств по имени Кога Такудза, который использовал мечи своих павших врагов, чтобы выковать шлем, что был прочнее стали, назвав его Куро Кабуто. Шлем Кабуто являлся символикой лидера клана Фут, передававшейся от правителя к правителю. В конечном итоге клан Фут вступит в длительную войну против клана Хамато. Конфликт между ними достиг своего апогея в период жизни Ороку Саки и Хамато Ёси. Хотя они были воспитаны как братья, Саки обнаружил своё истинное наследие в качестве осиротевшего члена клана Фут, и когда его возлюбленная Тэнг Шэн вышла замуж за Ёси, он случайно убил её и оставил Хамато на грани смерти, спасая его маленькую дочь Хамато Миву. В конечном итоге Саки поднялся по иерархии и стал лидером клана.

### Мультсериал 2018 года
Согласно мультсериалу «Эволюция Черепашек-ниндзя» 2018 года клан Фут был основан за 500 лет до начала основных событий и представлял собой мирный японский клан, который процветал под миролюбивым руководством Ороку Саки. Тем не менее, этот период подошёл к концу, когда клан Фут вошёл в конфликт с другим кланом, и Саки был вынужден надеть проклятые доспехи Курои Ёрои, чтобы защитить своих подданных. Несмотря на одержанную победу, Саки лишился своей души из-за влияния доспехов, после чего его разум захватил демон Шреддер. С этого момент Фут приобрёл репутацию жестокого клана, угрожающего безопасности близлежащим деревням, однако, на пути клана Фут встал недавно основанный клан Хамато, основанный Хамато Караи, которой удалось изгнать Шреддера в Сумеречное царство.

## Кино

### Классическая квадрология
В первом и втором фильмах, клан Фут представляет собой группу воров и убийц, созданную Шреддером в Японии, впоследствии перекочевавшая в Нью-Йорк. Помимо своих учеников из Японии, Шреддер завербовал в группировку беспризорных и трудных подростков. Его заместителем стал другой мастер ниндзюцу по имени Тацу. В фильмах на одежде членов клана расположено кандзи Они (鬼), что переводится как «демон» или «огр». Сами по себе Футы не могли конкурировать в мастерстве с Черепашками-ниндзя, однако их первое полноценное сражение привело к тому, что Рафаэль был избит до полусмерти, а оставшиеся Черепашки были вынуждены отступить. Один из Фут случайно закоротил проводку и квартира Эйприл, вместе с её магазином, загорелись. В дальнейших сражениях Черепахи быстро побеждали ниндзя из клана Фут. После очевидной гибели Шреддера и массовых арестов, численность клана резко сократилась
Во втором фильме Тацу попытался стать полноправным лидером клана. Он отказался от своих претензий, когда Шреддер вернулся. Затем члены клана похитили профессора Джордона Пэрри из TGRI и заставили его создать мутаген, с помощью которого Фут смогли создать двух воинов-мутантов для сражения с Черепахами. Это привело к тому, что обычная черепаха и похищенный из зоопарка волк стали антропоморфными животными по имени Токка и Разар. Несмотря на то, что эти мутанты по силе могли сравниться с Черепахами, последние сумели обратить мутацию вспять и превратить их в безобидных животных. После этого Шреддер лично принял мутаген и превратился в Супер-Шреддера. Не успев сразиться с Черепахами, он, по всей видимости, погиб, когда на него обрушились доки.
В четвёртом фильме новым лидером клана Фут стала Караи. На момент начала основных событий они стали высококвалифицированными и искусными воинами, работающими по контракту. Их нанял Макс Уинтерс с целью захвата 13 монстров, прибывших в Нью-Йорк. В дальнейшем они узнали о его намерении отправить монстров обратно в их мир при помощи портала, а также о том, что каменные генералы Уинтерса предали его, заменив 13-го монстра на Леонардо, чтобы заполучить новую армию монстров и с её помощью захватить Землю. Караи отклонила предложение генералов присоединиться к ним, будучи верной слову чести исполнить обязательства перед Уинтерсом. Она поручила своим людям помочь Эйприл О’Нил и Кейси Джонсу захватить последнего монстра. После успешного выполнения миссии, Караи и клан Фут мирно расстались с Черепахами, намекнув на возможное возвращение Шреддера.

### Дилогия-перезапуск
В фильме 2014 года клан Фут представлен как современная, американская, террористическая организация. Помимо Шреддера и Караи, в фильме также появился Эрик Сакс, ученик Шреддера, бывший партнёр отца Эйприл О’Нил и генеральный директор «Sacks Industries». Вместо воинов-ниндзя в одинаковых чёрных костюмах они изображены как вооруженные наёмники, носящие чёрное военно снаряжение и маски в стиле кабуки для сокрытия личностей.
В сиквеле 2016 года ниндзя клана Фут под руководством Бакстера Стокмана освободили Шреддера во время его перевозки в тюрьму. После того, как Крэнг встретился с Шреддером и рассказал ему об устройстве, которое принесёт Технодром на Землю, Шреддер и Караи наняли сбежавших заключённых Бибопа и Рокстеди, чтобы те помогли им в поисках частей устройства.

### Другие фильмы
В анимационном фильме «Бэтмен против Черепашек-ниндзя» 2019 года было упомянуто, что основателями клана были два мужчины по имени Сато и Оси. Клан Фут объединил усилия с Лигой убийц во главе с Ра’с аль Гулом, чтобы при помощи технологии «Wayne Enterprises» распылить помесь мутагена и яда Джокера над Готэм-Сити. Часть членов клана матировали в антропоморфных зверей, включая голубя и тираннозавра.

## Видеоигры
Ниндзя клана Фут являются регулярными противниками Черепашек-ниндзя в играх по мотивах франшизы.
В Teenage Mutant Ninja Turtles: Mutant Melee (2005) и Teenage Mutant Ninja Turtles: Smash-Up (2009) они представлены как играбельные персонажи.

## Товары
- В 2019 году NECA выпустила фигурку члена клана Фут на основе его появления в фильме 1990 года[12].
- В 2022 году Super7 выпустила фигурку члена клана Фут на основе его появления из мультсериала 1987 года[13].

## Критика
Рассматривая версию клана Фут из фильма 1990 года Питер Фогль охарактеризовал его членов-подростков как «удивительно мрачное представление о молодежи Нью-Йорка, которая настолько испорчена и лишена какой-либо морали, что предпочитают следовать за японским боссом-гангстером, вместо того, чтобы прислушаться к представителям поколения своих родителей». Рецензент пришёл к выводу, что это культурно-пессимистическое видение кажется неправдоподобным только на первый взгляд, учитывая фактические случаи, когда молодёжь из западных стран присоединилась к Исламскому государству. Также Фогель отметил, что корень проблемы, показанной во вселенной Teenage Mutant Ninja Turtles, пришёл из-за рубежа в лице Шреддера и его приспешников. По мнению Фогеля создатели фильма, даже если они сами того не ведали, подняли такие актуальные вопросы как городская преступность, влияние на молодое поколения и миграция..